# Secusio postmedialis
Secusio postmedialis är en fjärilsart som beskrevs av Embrik Strand 1919. Secusio postmedialis ingår i släktet Secusio och familjen björnspinnare. Inga underarter finns listade.